# Arzenhidrid
Arzenhidrid (tudi arzin; molekulska formula: AsH3) je utekočinjen brezbarven plin z vonjem po česnu. V zraku oblikuje zaželeno koncentracijo zelo hitro, vendar je njegov čas učinkovanja relativno kratek. Arzin ni strupen za oči ali kožo, ampak se vmešava v funkcije, ki se dogajajo v krvi izpostavljenega organizma. Srednji odmerek za onesposabljanje ICt50 znaša 2500 mg•min/m3, srednji smrtni odmerek LCt50 pa 5000 mg•min/m3.

## Lastnosti
Je brezbarven ter gostejši od zraka, ter topen v vodi in tudi v mnogih drugih organskih topilih. Zaradi njegove blage oksidacije z zrakom je možen tudi blag vonj podoben česnu. Spojina se na splošno šteje za stabilno, saj pri sobni temperaturi razpada zelo počasi. pri temperaturi 230 stopinj celzija navzgor, hitro razpade na arzen in vodik. Faktorji kot so vlažnost, svetloba ter katalizatorji stopnjujejo hitrost razkrajanja.
Snov ima vrelišče pri -55 stopinj Celzija in tališče pri -114 stopinj Celzija.
Izpostavljenost temu plinu je zelo nevarna:
- izpostavljenost temu plinu pri koncentraciji od 250 ppm je v trenutku smrtna,
- izpostavljenost temu plinu pri koncentraciji 25-30 ppm so posledice smrne, če smo v območju kjer se nahaj plin več kot trideset minut,
- izpostavljenost pri koncentraciji 10 ppm je smrtna če se nahajmo v območju  tega plina dalj časa,
- izpostavljenost pri koncentraciji od 0,5 ppm pa se pojavijo simptomi zastrupitve (glavobol, vrtoglavica, slabost.

V hujših primerih so lahko dolgotrajno prizadete ledvice.

## Ukrepi ob požaru
Je zelo strupen vnetljiv plin, pri uhajanju plina iz posod se hitro tvorijo velike količine hladne megle in eksplozivnih zmesi, ki so težje in se razširjajo pri tleh. nastane pri delovanju kislin na kovine, predvsem na železo, cink, ali cinkov oksid, če te kovine vsebujejo arzen. Arzenovodik nastane tudi pri delovanju alkalij na kovine, ki vsebujejo manjše količine arzena.

## Uporaba
Že pred drugo svetovno vojno je bil uporabljen kot kemično orožje v bojevanju. Ker je brezbarven in dvakrat gostejši od zraka, ostaja pri dnu. Je smrtonosen že v nižjih koncentracijah, preden ga je možno zaznati z vonjem. Kljub vsem tem karakteristikam ni bil uporabljen kot orožje zaradi njegove lahke vnetiljivosti.
Kljub temu pa je bilo nekaj organskih spojin osnovanih na arzenu uspešno uporabljeno v bojevanju.
Dobro je poznan v forenzični medicini, ker je vmesni produkt pri odkrivanju  z zastrupitvijo z arzenom. To proceduro je odkril James Marsh.